# Polson (Montana)
Polson ist eine Stadt in Lake County im Bundesstaat Montana der Vereinigten Staaten und liegt am südlichen Ende des Flathead Lake im Flathead-Indianer-Reservat. Polson ist Sitz der Countyverwaltung (County Seat). Die Stadt ist an 18. Stelle in der Rangliste der größten Städte in Montana.

## Geographie

### Geographische Lage
Die Stadt liegt im Nordwesten des US-Bundesstaates Montana im Mission Valley am westlichen Fuß der Mission Mountains, einem Teil der Rocky Mountains. Polson grenzt an das Südufer des Flathead Lake. Der Fluss Flathead River fließt hier nach Südwesten ab.

### Stadtgliederung
Polson hat eine Fläche von knapp unter 11 Quadratkilometern. Die Stadt ist eingeteilt in einen Stadtbereich und einen ländlichen Bereich. Im Jahr 2012 lebten 91 % der Einwohner in der Stadt und 9 % im ländlichen Umland.

### Nachbargemeinden
Nach Norden liegen die Orte Big Arm, Elmo und Dayton. Im Süden sind Pablo (Sitz der indianischen Regierung und Reservatsverwaltung) und Ronan die nächsten Orte.

### Klima
In Polson herrscht Kontinentalklima mit einer durchschnittlichen Tiefsttemperatur von rund −10° Celsius (13,6° Fahrenheit) im Januar und einer durchschnittlichen Höchsttemperatur von rund 27 °C (81,1 °F) im August.

## Geschichte
In dem Gebiet um das heutige Polson lebten in vorkolonialer Zeit zwei Salish-sprachige Indianerstämme, die Binnen-Salish (Seliš oder Sqelixw, auch als Bitterroot Salish bezeichnet) und die Upper Pend d’Oreille bzw. Upper Kalispel (Ql̓ispé). Ab den 1820er Jahren kamen Trapper und Fellhändler in die Gegend. Der Frankokanadier Abraham Finley nahm in den 1840er Jahren beim heutigen Polson die erste Fähre des südlichen Teils des Flathead Lake in Betrieb. Er verkaufte das Unternehmen im Jahr 1869 an Baptiste Aeneas, der ein Blockhaus und damit das erste dauerhafte und nicht-indianische Gebäude im späteren Polson baute. Aeneas betrieb zusätzlich zum Fährdienst ein Frachtunternehmen auf der Strecke nach „Hellgate“, dem heutigen Missoula. Im Jahr 1855 wurde mit dem „Hellgate Treaty“ das Flathead-Indianerreservat gegründet, in dessen Grenzen Polson liegt. Zu Beginn der 1880er Jahre richtete Harry Lambert einen Handelsposten am Südufer des Flathead Lake ein. Das Gebiet wurde als „Lambert’s Landing“ bekannt. Im Jahr 1899 wurde hier eine Poststelle eingerichtet und nach dem Rinderzüchter David Polson benannt, der seit 1884 einer der ersten weißen Siedler in der Gegend.
Der Kongress erließ im Jahr 1904 den „Flathead Allotment Act“, der die Parzellierung des Reservats erlaubte und eine Besiedlung durch nichtindianische Homesteader einleitete. Im Jahr 1909 wurde eine Flurkarte für den Ort Polson erstellt und wurden erste Grundstücke an Siedler verkauft, die ab 1910 in das Reservat zogen. Die Bundesregierung stellte Geld bereit, um den Hafen bei Polson zu vertiefen und das Anlegen von Dampfschiffen zu ermöglichen. Polson wurde am 12. Mai 1910 inkorporiert und gab sich eine Gemeindeverwaltung. Der Haushaltswarenhändler C. M. Mansur wurde der erste Bürgermeister des Ortes. Im September 1911 öffnete Polsons erste öffentliche Schule mit zunächst 143 Schülern. Im Jahr 1913 wurde das erste Krankenhaus, Polson General Hospital, eröffnet. Als im Jahr 1923 der Landkreis „Lake County“ aus Gebiet der Kreise „Missoula County“ im Süden und „Flathead County“ im Norden gebildet wurde, wurde Polson Verwaltungssitz des neuen Countys.
In den 1930er Jahren zogen weitere Landwirte aus den Great Plains nach Polson und Umgebung. Ebenfalls ab den 1930ern wurde der Kirschanbau entlang des Seeufers in Polson intensiviert. In den frühen 1940ern gründeten Kirschbauern die Kooperative „Flathead Sweet Cherry Association“ samt dem Betrieb einer gemeinsamen Lagerhalle. Bis in die 1960er Jahre wurden neue Kirschplantagen angelegt.
Im Mai 1930 begann das Unternehmen „Rocky Mountain Power“ den Bau eines hydroelektrischen Staudamms im Flathead River, der im Südwesten des Flathead Lake abfließt. Aufgrund der Weltwirtschaftskrise (Great Depression) stoppte der Bau ab 1931 und wurde erst im Jahr 1936 von der „Montana Power Company“ wieder aufgenommen. Am 6. August 1938 wurde „Kerr Dam“ in Betrieb genommen, benannt nach dem damaligen Präsidenten der Firma, Frank A. Kerr.
Während des Zweiten Weltkrieges trat ein Teil der Einwohner Polsons den Streitkräften bei oder wanderte zur Arbeit in der Kriegsindustrie an die Pazifikküste ab.
In den frühen 1960er Jahren gründeten indianische Stammesmitglieder in Polson das Sägewerk „Dupuis Brothers Lumber“, das sich zu einem bedeutenden Holzunternehmen im westlichen Montana entwickelte. Es wurde 1965 von der „Pack River Lumber Company“ aufgekauft, dem seinerzeit fünftgrößten privaten Holzunternehmen der USA. Das Sägewerk in Polson beschäftigte zu Spitzenzeiten 250 Arbeiter. Pack River betrieb außerdem eine Sperrholzproduktion im Ort. Das Unternehmen schloss seine Betriebe in Polson in den 1990er Jahren.
Besitz und Betrieb des Staudamms „Kerr Dam“ gingen im Jahr 2015 an die „Confederated Salish and Kootenai Tribes“ über, die ihn in „Séliš Ksanka Ql’ispé Dam“ umbenannten. Er ist der erste hydroelektische Staudamm der USA in indianischem Besitz.

### Einwohnerentwicklung
Angaben der Stadt zufolge entwickelte sich die Einwohnerzahl folgendermaßen:
- 1920: 1.132
- 1930: 1.455
- 1940: 2.156
- 1950: 2.280
- 1960: 2.314
- 1970: 2.464
- 1980: 2.798
- 1990: 3.291
- 2000: 4.041
- 2010: 4.488

Von 4.585 Einwohnern im Jahr 2012 waren 2041 (44,5 %) männlich und 2.544 (55,5 %) weiblich.
Das durchschnittliche Alter der Einwohner in Polson ist 40 Jahre (bei einem Durchschnittsalter von 38,3 Jahren im Bundesstaat Montana).

## Religion
Polson ist christlich geprägt. Zu den Kirchen im Ort zählen unter anderem
- Assembly of God[9]
- Calvary Baptist Church of Polson[10]
- Fellowship Baptist Church, First Baptist Church[11]
- Fresh Life Church[12]
- Good Shepherd Lutheran Church[13]
- Heritage Faith Christian Church[14]
- Immaculate Conception Catholic Church
- Jehovah's Witnesses[15]
- Mission Valley Church Of Christ[16]
- Mount Calvary Lutheran Church of Montana[17]
- New Life Church[18]
- Polson Alliance Church[19]
- Polson Community Church,[20]
- Polson Foursquare Church.[21]
- Presbyterian Church of Polson[22]
- St. Andrew’s Episcopal Church
- The Church of Jesus Christ of Latter-day Saints
- United Methodist Church[23]

## Politik
Zum Bürgermeister der Stadt (bis Ende 2021) wurde Paul Briney gewählt. Sein Nachfolger ist Eric Huffine (gewählt bis Ende 2025).

## Kultur und Sehenswürdigkeiten

### Theater und Museen
Polson hat ein Kino mit zwei Vorführräumen.
Die Stadt beherbergt zwei Museen.
The Miracle of America ist ein gemeinnützig betriebenes Museum zur amerikanischen Geschichte, das 1981 gegründet wurde.
Das Polson-Flathead Historical Museum ist ehrenamtlich organisiert und stellt Erinnerungsstücke überwiegend mit Bezug zur lokalen Geschichte aus.
Das Port Polson Theatre ist ein 1938 als Blockhaus gebautes Bühnentheater, das von einer 1976 gegründeten Laienspielergruppe betrieben wird.

### Grünflächen und Naherholung
Die Stadt unterhält nach eigenen Angaben zwölf Naherholungsflächen auf etwas mehr als 12 Hektar (gut 30 Acre) mit Spielplätzen, einem Skatepark, einem Hundepark, Picknickplätzen und Sportflächen.
Der vom County betriebene Golfplatz Polson Bay Golf Course mit 27 Bahnen öffnete 1938.
Parks am See- oder Flussufer erlauben Schwimmen, Angeln und Wassersport.
Das Stadtgebiet wird von rund zehn Meilen (ca. 16 km) Wander- und Fahrradwegen durchzogen, die mit 20 Meilen (32 km) weiterer Strecken im ländlichen Umland verbunden sind.

### Regelmäßige Veranstaltungen
Kultur- und Sportveranstaltungen richten sich vor allem an Bürger der Stadt, im Sommer ergänzt um Angebote an Touristen.
Überregionale Aufmerksamkeit und Beteiligung erfahren die „Mack Days“ im Frühjahr und Herbst, ein von den „Confederated Salish and Kootenai Tribes“ gesponserter Anglerwettbewerb zur Reduzierung des eingeschleppten Amerikanischen Seesaibling (Lake Trout) im Flathead Lake, sowie das non-profit-orientierte „Flathead Lake Blues Festival“, das seit 2011 im Sommer am Ufer des Flathead Lake in Polson stattfindet. Auch eine jährliche Oldtimershow in der Stadt hat überregionale Bedeutung.

## Wirtschaft und Infrastruktur

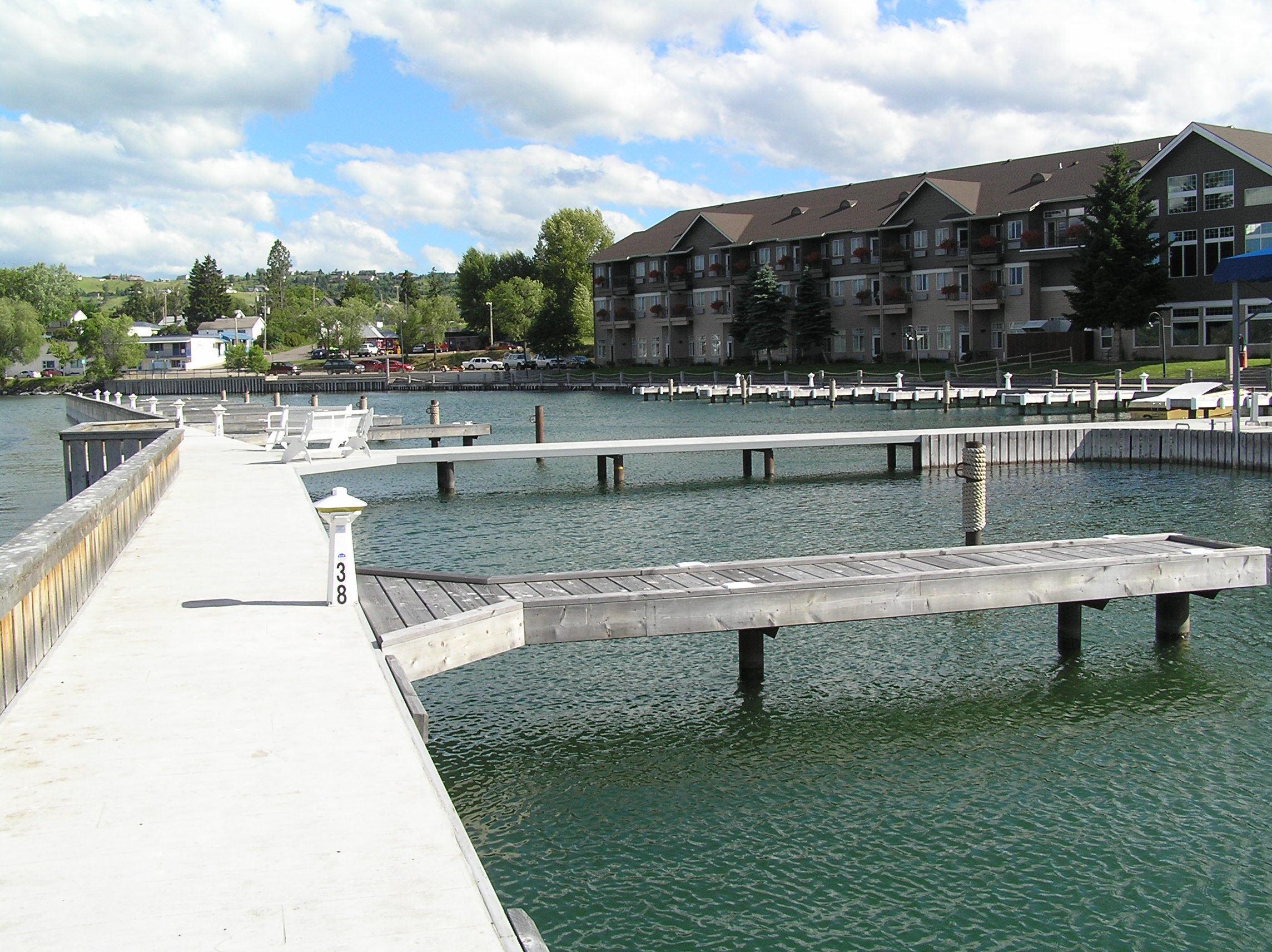
Resort Kwataqnuk am Flathead Lake in Polson

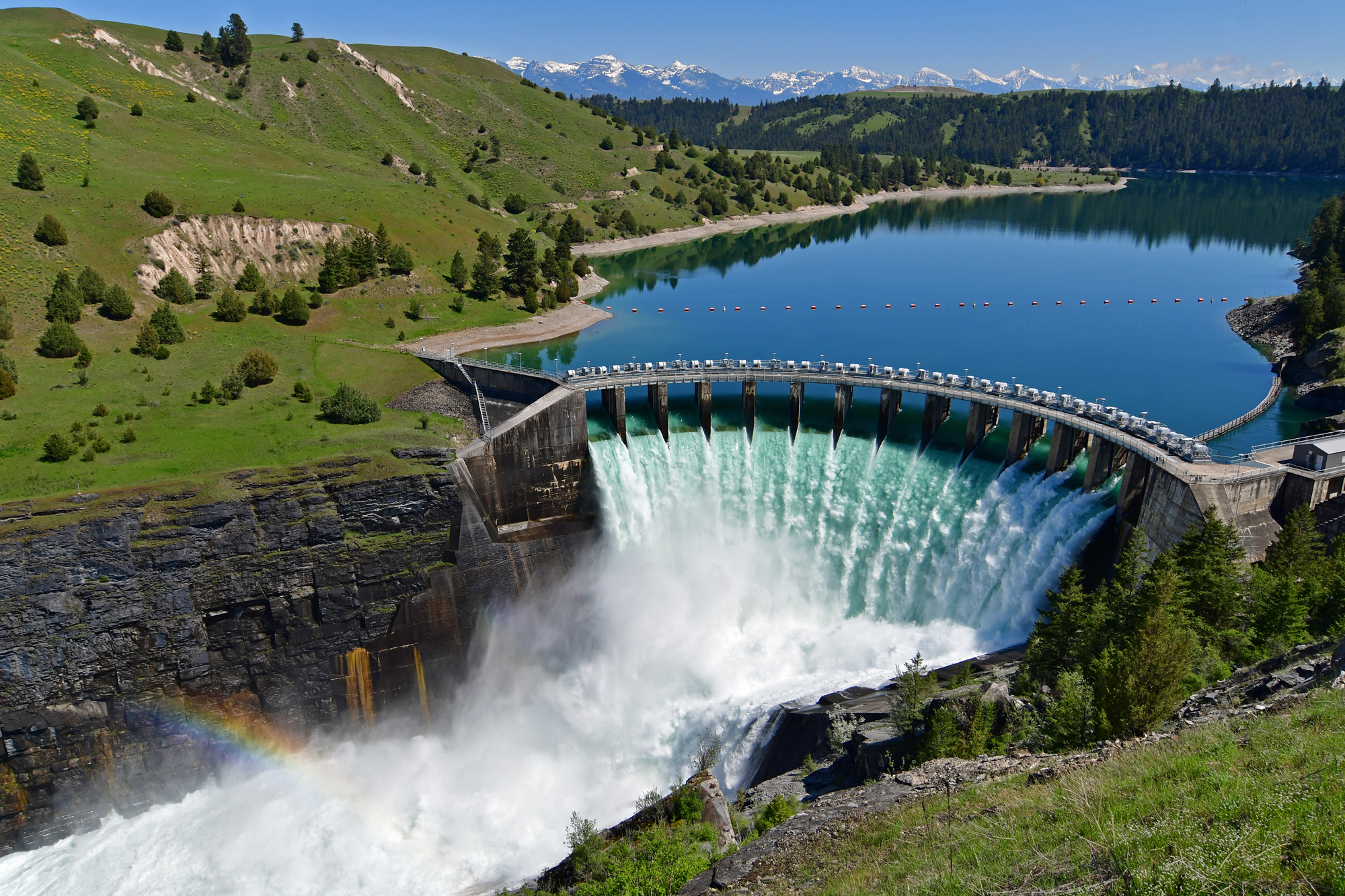
Séliš Ksanka Ql’ispé Dam, ehemals Kerr Dam, mit geöffneten Schleusentoren (2018)

Eine der wirtschaftlichen Grundlagen der Stadt ist die Landwirtschaft, vor allem Rinderzucht und Kirschenanbau. Eine zweite Einnahmesäule bildet der Tourismus im Sommer mit Angeboten für Wasser, Pferde- und Wandersport, Gastronomie und Unterkünften.
Wirtschaftliche Bedeutung für die Stadt hat auch der hydroelektrische Staudamm „Séliš Ksanka Ql’ispé Dam“. Er produziert rund 1,1 Millionen Megawattstunden Strom jährlich. Als indianisches Unternehmen ist der Damm seit 2015 von der Grundstückssteuer befreit, wodurch der Stadt Jahreseinnahmen von rund 1 Million US-Dollar entgehen.

### Öffentliche Einrichtungen
Die County-Verwaltung ist im Lake County Courthouse in Polson angesiedelt. Die Stadt hat auch eine städtische Gerichtsbarkeit (City Court). Der für Lake County zuständige staatliche Arbeitsberatung und -vermittlung ist ebenfalls in Polson angesiedelt. Es gibt eine städtische und eine ländliche Feuerwehr: City Volunteer Fire Department und Polson Rural Fire District.

### Bildung
Polson bildet den Schuldistrikt 23 mit den Grundschulen „Linderman Elementary“ und „Cherry Valley Elementary“ sowie den weiterführenden Schulen „Polson Middle School“ und „Polson High School“.

### Verkehr
Von Norden nach Süden führt der U.S. Highway 93 durch die Stadt. Am Südufer des Flathead Lake zweigt der U.S. Highway 35 nach Finley Point und Woods Bay ab.